# إلا فيتزجيرالد

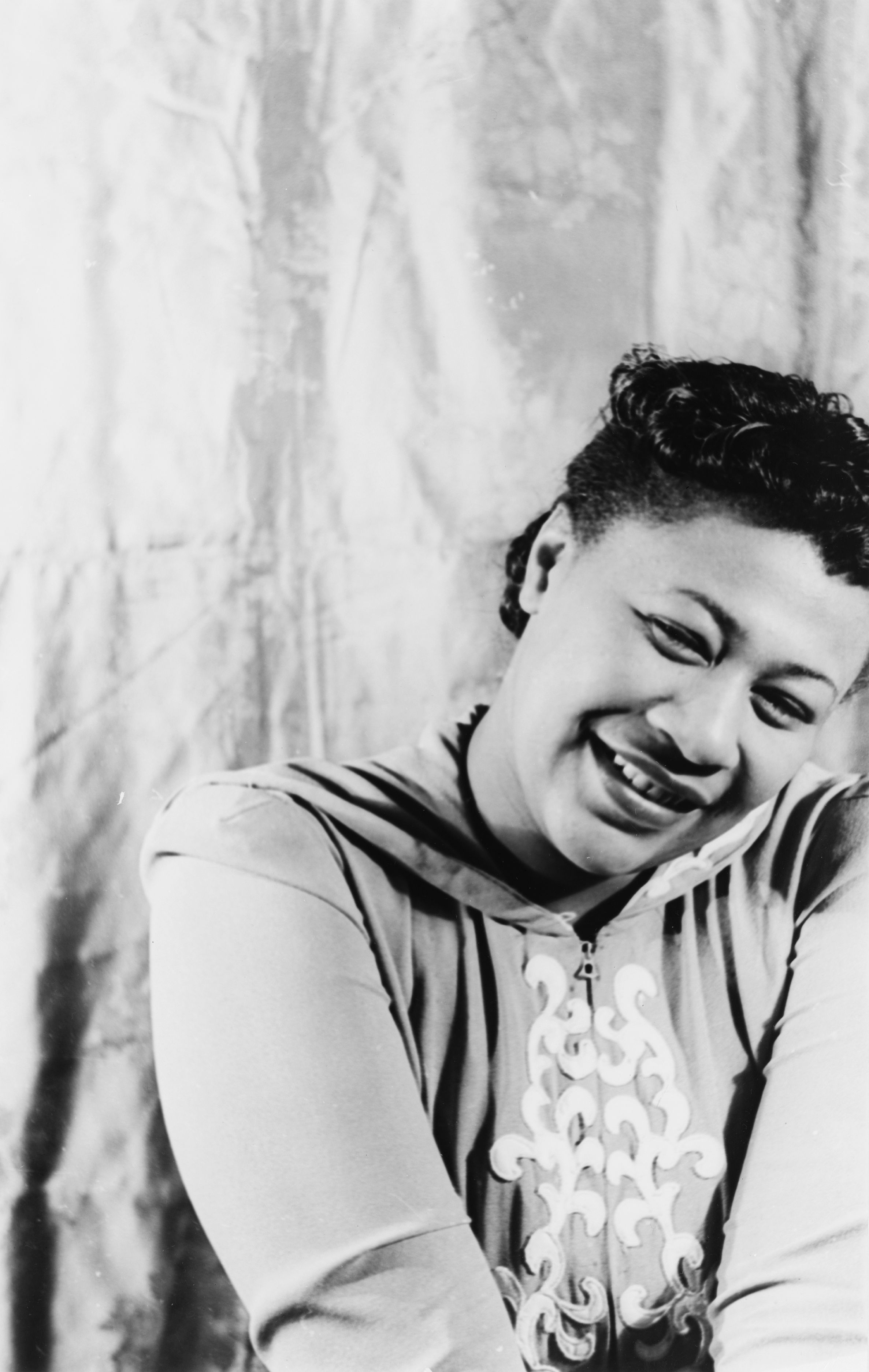
إلا فيتزجيرالد

إيلا فيتزجيرالد (بالإنجليزية: Ella Fitzgerald)‏ (25 أبريل 1917 - 15 يونيو 1996)، مغنية جاز أمريكية، تعرف أيضا بالليدي إلا أو السيدة الأولى للأغنية، كانت تعتبر أحد أكثر مغنيي الجاز تأثيرا في القرن العشرين. فازت بثلاثة عشر جائزة جرامي وحصلت على ميدالية جورج بيبودي عام 1983.

## روابط خارجية
- إلا فيتزجيرالد على موقع IMDb (الإنجليزية)
- إلا فيتزجيرالد على موقع الموسوعة البريطانية (الإنجليزية)
- إلا فيتزجيرالد على موقع روتن توميتوز (الإنجليزية)
- إلا فيتزجيرالد على موقع مونزينجر (الألمانية)
- إلا فيتزجيرالد على موقع ألو سيني (الفرنسية)
- إلا فيتزجيرالد على موقع ميوزك برينز (الإنجليزية)
- إلا فيتزجيرالد على موقع أول موفي (الإنجليزية)
- إلا فيتزجيرالد على موقع قاعدة بيانات برودواي على الإنترنت (الإنجليزية)
- إلا فيتزجيرالد على موقع إن إن دي بي (الإنجليزية)
- إلا فيتزجيرالد على موقع أول ميوزيك (الإنجليزية)